# Europa-Diplom

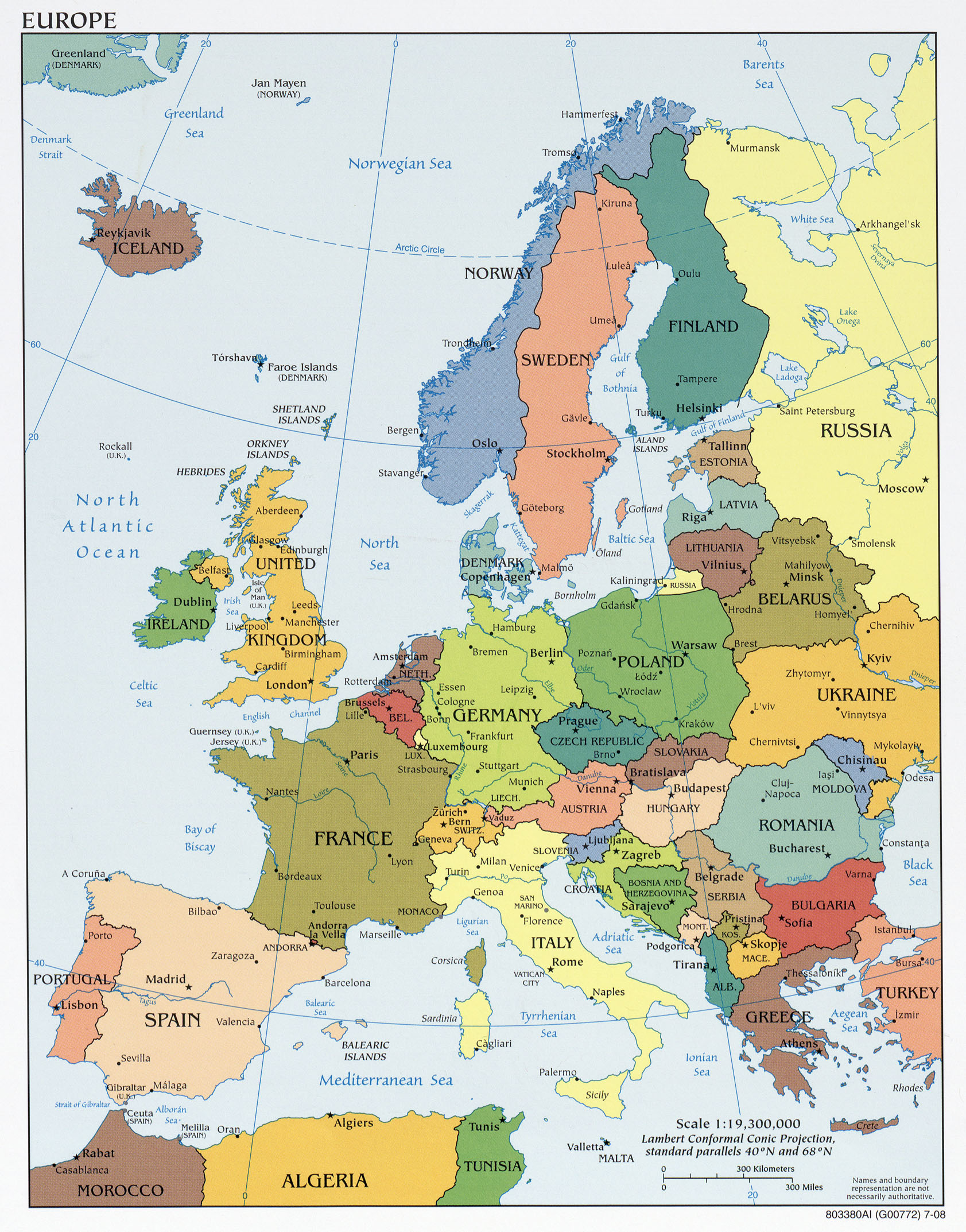
Die Länder Europas

Europa-Diplom ist ein Amateurfunkdiplom, das von jedem lizenzierten Funkamateur und auch von Empfangsamateuren (SWL) erworben werden kann. Es wird vom Deutschen Amateur-Radio-Club (DARC), dem größten deutschen Amateurfunkverband, herausgegeben.

## Geschichte
Grundidee des Diplomes ist es, zweiseitige Funkverbindungen (QSOs) mit Amateurfunkstationen in möglichst vielen Ländern Europas und auf möglichst vielen unterschiedlichen Amateurfunkbändern innerhalb von mehreren Kalenderjahren zu führen (zu „arbeiten“). Dabei zählen jedoch nur die letzten fünf Jahre. Es sind alle Amateurfunkbänder und sämtliche Amateurfunkbetriebsarten erlaubt. Die QSOs werden in der Regel durch QSL-Karten bestätigt und können so nachgewiesen werden.
Ein bestätigtes QSO ergibt pro Band und Land einen Punkt, wobei jedes Land pro Band nur ein Mal zählt. Der Ausdruck „Land“, genauer spricht man von Entität (englisch entity), ist hier übrigens etwas weiter gefasst, als es gemeinhin üblich ist. Ähnlich wie im Fußball zählt auch im Funksport beispielsweise das Vereinigte Königreich nicht als eine Entität, sondern England, Schottland, Wales und Nordirland bilden jeweils eigene Entitäten. Darüber hinaus zählen die Isle of Man, Jersey und Guernsey als weitere eigene Entitäten (siehe auch Offizielle WAE-Länderliste unter Weblinks).
- Die Grundstufe des Europa-Diploms kann man nach Erreichen von mindestens 100 Punkten beantragen.
- Mit 300 Punkten wird man in die Europa-Diplom-Ehrenliste (Honor Roll) eingetragen.
- Die ersten drei dort Platzierten werden jährlich mit einem Pokal gewürdigt.[2]